# Феррайоло
Феррайоло или иногда можно увидеть следующее написание ферайола (итал. ferraiolo или итал. ferraiuolo) — один из видов плаща-накидки традиционно носящимся духовенством Римско-католической церкви по официальным, не литургическим поводам. Также известен как феррайолоне (ferraiolone). Его можно носить через плечо или за ними, феррайоло простирается в длину до щиколотки, завязывается в бант узкими ленточками из ткани на вороте и не имеет украшений или окантовки на нём.

## Цвета феррайоло
Цвет феррайоло определяется рангом священнослужителя, будучи черным для немонашествующих священников, фиолетовым для внештатных апостольских протонотариев и епископов и красным муаровым для кардиналов. Феррайоло из муара также указывает, что его носит апостольский нунций или прикрепленный к Папскому двору. Папа римский не носит феррайоло.

## Современное состояние
Даже в наше время, в XXI веке, орден регулярных каноников из аббатства Премонтре (премонстранты, норбертаны или белые каноники), камальдулы, члены орденов Божией Матери Милосердия и Пресвятой Троицы и оливетаны, а также некоторые другие ордена, которые носят прелатские платья имеют привилегию носить феррайоло исключительно из белой ткани.  Премонстранты также имеют привилегию носить это одеяние с белой четырехугольной биреттой из того же материала. Некоторые белые каноники даже предпочитают носить белые ботинки, когда одеты в эту праздничную одежду. Дополнительные детали традиционно носящие священнослужителями, т.е. цингулум или пояс также полностью белые. Регулярным каноникам разрешено носить комжу для любой литургической церемонии и роше для не литургических событий, но не носить с феррайоло. Премонстранту, как простым священнику, диакону или семинаристу разрешается носить (отделано или оттеснено шармёзом) феррайоло, подвязываться цингулумом/поясом с плетеной бахромой и биретту (без помпона) полностью выполненными из белой ткани, в отличие от немонашествующих священников, которые должны носить черный шерстяной феррайоло. Премонстрантским аббатам regiminis , а также аббатам nullius, разрешено носить феррайоло из муара и добавить к их монашескому одеянию наперсный крест и перстень. Это же регулярный прелат или аббат, который также, как и регулярный каноник, может носить биретту (с помпоном). В дополнение к ношению других привилегированных деталей, носится мантилетта, сделанная из той же ткани, что и его монашеское одеяние, её может носить аббат, который не приписан в свой монастырь, но носить без феррайоло.

## Изменения в ношении
Упрощение церковного одеяния для Римской Церкви после Второго Ватиканского собора было обнародовано в трех документах, которые вместе составляют нынешнюю основу церковного права по этому вопросу.
Во-первых: инструкция Государственного Секретариата Святого Престола от 31 марта 1969 года Ut sive sollicite (Это будет тщательно), на одеяния, титулы и гербы кардиналов, епископов и малых прелатов.
Во-вторых, циркулярное письмо из Священной Конгрегации по делам Духовенства от 30 октября 1970 года Per Instructionem (С помощью инструкции), о реформе хорового одеяния, которое применяется предписаниями Ut sive sollicite каноникам, бенефициариям и священникам, и чётко сформулированное распространение для всех других категорий духовных лиц. Ни в одном из этих документов не приводятся комплексные схемы форм одеяния всего немонашествующего и монашествующего духовенства римского обряда, но они изменяют уже существующие типы. 
Более систематизированный перечень форм одеяний, опирается на эти два предыдущих документа и расширяя их в стороны, даёт в первом приложении к новому Cæremoniale Episcoporum, одеяние прелатов. Однако, даже последний названный документ не дает каждой детали, так как он предполагает обычаи одеваться Римской Церкви и не рассматривает тех духовных лиц, которые рангом ниже прелатов и каноников. Для предсоборных системы понятий и на период обычаев одеваться римского обряда, касающихся подробностей, о которых эти документы молчат, должно полагаться на старые работы, лучшей из которых является работа Джона Абеля Нэйнфы Costume of Prelates of the Catholic Church: According to Roman Etiquette. Церковные традиции и документы могут только говорить о достоинстве ношения такого официального облачения в соответствующей обстановке, такие как академические актовые дни, балы и обеды и другие местных и государственных собрания, где предписано носить официальное облачение. 
Как и многие другие предметы церковной одежды и облачения, феррайоло возник как предмет одежды для римских граждан, первоначально был длиной до колен.